# Франсуаз Дюрр
Франсуаз Дюрр (фр. Françoise Dürr) — французька тенісистка, роки активності якої припадають на кінець аматорської й початок Відкритої ери, володарка 12 титулів Великого шолома — одного в одиночному розряді, 7-и в парному й чотирьох у міксті.
На думку тенісних оглядачів Френкі Дюрр була найкращою парною тенісисткою кінця 1960-х.
У 2003 році Дюрр було зарахованої до Міжнародної зали тенісної слави.

## Значні фінали

### Турніри Великого шолома

#### Одиночний розряд
| Результат | Рік  | Турнір            | Поверхня | Супротивниця       | Рахунок       |
| --------- | ---- | ----------------- | -------- | ------------------ | ------------- |
| Перемога  | 1967 | Чемпіонат Франції | Ґрунт    | Леслі Тернер Баурі | 4–6, 6–3, 6–4 |

#### Парний розряд
| Результат | Рік  | Турнір            | Поверхня | Партнерка        | Супротивниці                     | Рахунок       |
| --------- | ---- | ----------------- | -------- | ---------------- | -------------------------------- | ------------- |
| Поразка   | 1965 | Чемпіонат Франції | Ґрунт    | Жанін Ліффріг    | Маргарет Корт Леслі Тернер Баурі | 3–6, 1–6      |
| Поразка   | 1965 | Wimbledon         | Трава    | Жанін Ліффріг    | Марія Буено Біллі Джин Кінг      | 2–6, 5–7      |
| Перемога  | 1967 | Чемпіонат Франції | Ґрунт    | Гейл Шанфро      | Аннетте Ван Зіль Пет Вокден      | 6–2, 6–2      |
| Поразка   | 1968 | Wimbledon         | Трава    | Енн Гейдон-Джонс | Розмарі Касалс Біллі Джин Кінг   | 6–3, 4–6, 5–7 |
| Перемога  | 1968 | French Open       | Ґрунт    | Енн Гейдон-Джонс | Розмарі Касалс Біллі Джин Кінг   | 7–5, 4–6, 6–4 |
| Перемога  | 1969 | French Open       | Ґрунт    | Енн Гейдон-Джонс | Ненсі Річі Маргарет Корт         | 6–0, 4–6, 7–5 |
| Перемога  | 1969 | US Open           | Трава    | Дарлін Гард      | Маргарет Корт Вірджинія Вейд     | 0–6, 6–3, 6–4 |
| Перемога  | 1970 | French Open       | Ґрунт    | Гейл Шанфро      | Розмарі Касалс Біллі Джин Кінг   | 6–1, 3–6, 6–3 |
| Поразка   | 1970 | Wimbledon         | Трава    | Вірджинія Вейд   | Розмарі Касалс Біллі Джин Кінг   | 2–6, 3–6      |
| Перемога  | 1971 | French Open       | Ґрунт    | Гейл Шанфро      | Гелен Гурлей Керрі Гарріс        | 6–4, 6–1      |
| Поразка   | 1971 | US Open           | Трава    | Гейл Шанфро      | Розмарі Касалс Джуді Тегарт      | 3–6, 3–6      |
| Поразка   | 1972 | Wimbledon         | Трава    | Джуді Тегарт     | Біллі Джин Кінг Бетті Стеве      | 2–6, 6–4, 3–6 |
| Перемога  | 1972 | US Open           | Трава    | Бетті Стеве      | Маргарет Корт Вірджинія Вейд     | 6–3, 1–6, 6–3 |
| Поразка   | 1973 | French Open       | Ґрунт    | Бетті Стеве      | Маргарет Корт Вірджинія Вейд     | 2–6, 3–6      |
| Поразка   | 1973 | Wimbledon         | Трава    | Бетті Стеве      | Розмарі Касалс Біллі Джин Кінг   | 1–6, 6–4, 5–7 |
| Поразка   | 1974 | US Open           | Трава    | Бетті Стеве      | Розмарі Касалс Біллі Джин Кінг   | 6–7, 7–6, 4–6 |
| Поразка   | 1975 | Wimbledon         | Трава    | Бетті Стеве      | Енн Кійомура Савамацу Кадзуко    | 5–7, 6–1, 5–7 |
| Поразка   | 1979 | French Open       | Ґрунт    | Вірджинія Вейд   | Бетті Стеве Венді Тернбулл       | 6–2, 5–7, 4–6 |

#### Мікст
| Результат | Рік  | Турнір      | Поверхня | Партнер         | Супротивники                    | Рахунок       |
| --------- | ---- | ----------- | -------- | --------------- | ------------------------------- | ------------- |
| Перемога  | 1968 | French Open | Ґрунт    | Жан-Клод Баркле | Біллі Джин Кінг Овен Девідсон   | 6–1, 6–4      |
| Поразка   | 1969 | French Open | Ґрунт    | Жан-Клод Баркле | Маргарет Корт Марті Ріссен      | 3–6, 2–6      |
| Поразка   | 1969 | US Open     | Трава    | Денніс Релстон  | Маргарет Корт Марті Ріссен      | 4–6, 5–7      |
| Поразка   | 1970 | French Open | Ґрунт    | Жан-Клод Баркле | Біллі Джин Кінг Боб Г'юїтт      | 6–3, 4–6, 2–6 |
| Перемога  | 1971 | French Open | Ґрунт    | Жан-Клод Баркле | Вінні Шоу Тоомас Леюс           | 6–2, 6–4      |
| Поразка   | 1972 | French Open | Ґрунт    | Жан-Клод Баркле | Івонн Гулагонг Коулі Кім Ворвік | 2–6, 4–6      |
| Перемога  | 1973 | French Open | Ґрунт    | Жан-Клод Баркле | Бетті Стеве Патріс Домінгес     | 6–1, 6–4      |
| Перемога  | 1976 | Wimbledon   | Трава    | Тоні Роч        | Розмарі Касалс Дік Стоктон      | 6–3, 2–6, 7–5 |

## Виноски
1. 1 2  Tingay L. 100 years of Wimbledon — London Borough of Enfield: Guinness Superlatives, 1977. — P. 211.
2. ↑  Collins, Bud (2008). The Bud Collins History of Tennis: an authoritative encyclopedia and record book. New York, N.Y: New Chapter Press. с. 695, 703—04. ISBN 0-942257-41-3.

| Тенісист | Це незавершена стаття про тенісиста чи тенісистку. Ви можете допомогти проєкту, виправивши або дописавши її. |